# Cuscuta lehmanniana
Cuscuta lehmanniana là một loài thực vật có hoa trong họ Bìm bìm. Loài này được Bunge mô tả khoa học đầu tiên năm 1851.